# Ratusz w Szprotawie

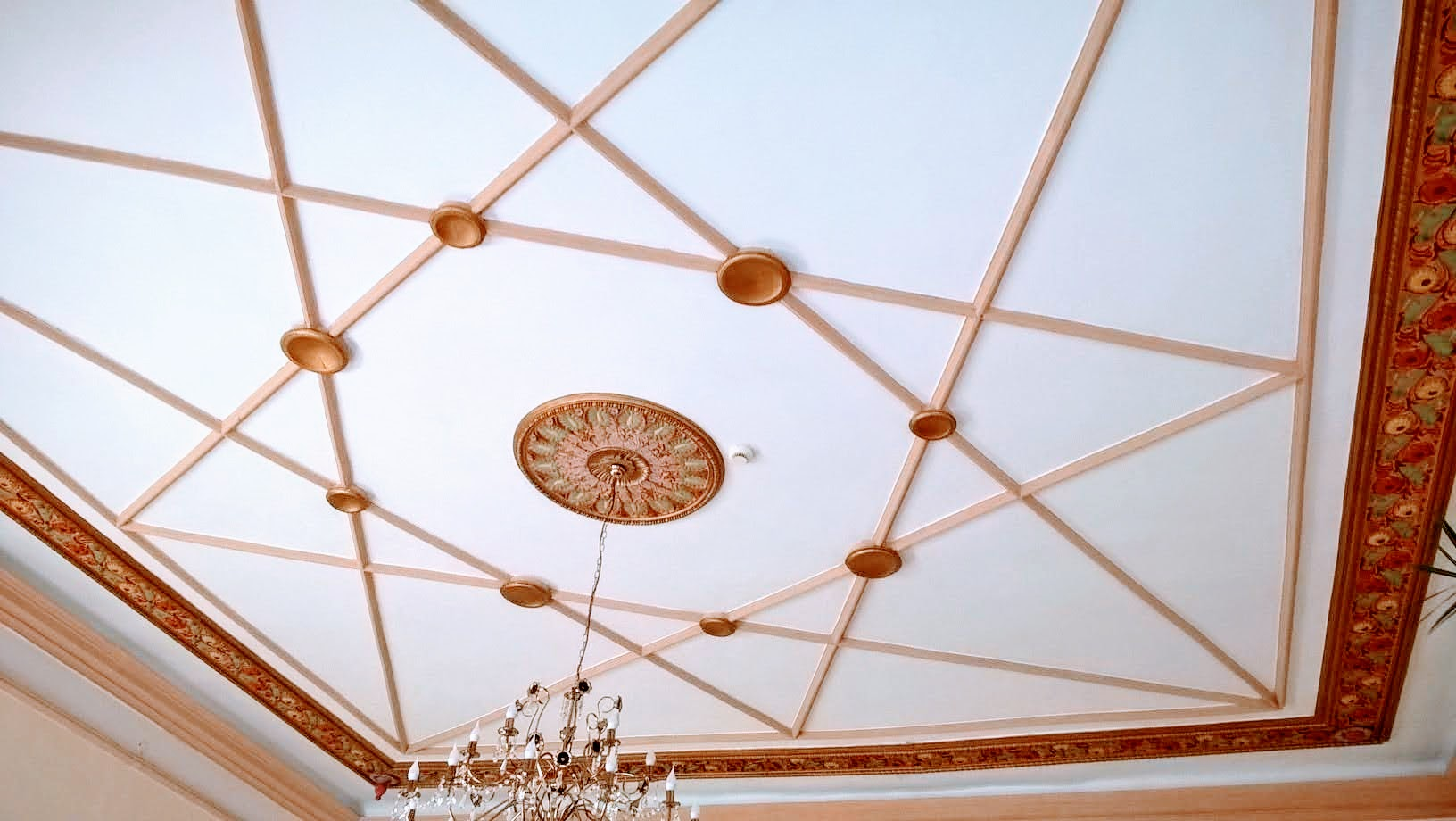
Kosmologiczny oktagram na sklepieniu sali ślubów ratusza w Szprotawie

Ratusz w Szprotawie – zabytkowy budynek ratusza w Szprotawie w woj. lubuskim, powstały prawdopodobnie po nadaniu praw miejskich magdeburskich w 1260.

## Historia
Najstarsze zachowane fragmenty budynku pochodzą z XIV wieku. Według ustaleń Felixa Matuszkiewicza była to początkowo budowla drewniana z izbą zebrań, kancelarią, archiwum i straganami.
Corocznie w środę popielcową przed ratuszem zbierali się wszyscy szprotawianie, którzy posiadali obywatelstwo miejskie. Na zebraniu tym wybierali spośród siebie 4 radnych, burmistrza i 7 ławników.
Źródła donoszą o licznych pożarach w mieście, które nie oszczędzały także budynku ratusza. Według Matuszkiewicza najstarszą murowaną izbą ratuszową było najprawdopodobniej archiwum, dzięki czemu od pewnego czasu akta miejskie wychodziły z pożarów obronną ręką, co potwierdzają licznie zachowane do dziś miejskie dokumenty począwszy od XIV wieku.
W ratuszu gościł swojego czasu dolnośląski konserwator zabytków Günther Grundmann, znany z tego, iż pod koniec ostatniej wojny odpowiadał za ukrywanie dzieł sztuki na terenie Dolnego Śląska.

## Architektura
Ratusz posiada dwie wieże, co należy w kraju do rzadkości. Wieża wschodnia jest krzywa. Pierwotnie została zbudowana w latach 1536–1587. Wieżę zachodnią dobudowano w pierwszym dziesięcioleciu XVII wieku. Obie poważnie ucierpiały podczas pożarów w latach 1672 i 1702. Krótko po roku 1720 odbudowano ponownie wieżę wschodnią, zaś zachodnią w roku 1730. Zaraz po oddaniu do użytku wieży zachodniej runęła cała jej konstrukcja, którą dzięki zabiegom burmistrza Geigera odbudowano w roku 1732.
Architektonicznie budowlę określa się jako renesansową, przebudowaną w stylu późnobarokowym, z rozbudową neoklasyczną z lat 1819 i 1864. Między innymi barokową wieżę zegarową zaprojektował mistrz Martin Frantz.
W 2021 w wyniku pomiarów wieży wschodniej przez Muzeum Ziemi Szprotawskiej potwierdzono różnice w wysokości kolumn wspierających kopułę na wysokości pierwszej kondygnacji z balustradami, w efekcie których wieża jest pochylona. Nie wiadomo jednak, czy pochylenie wieży było zabiegiem zamierzonym czy niespodziewanym. 

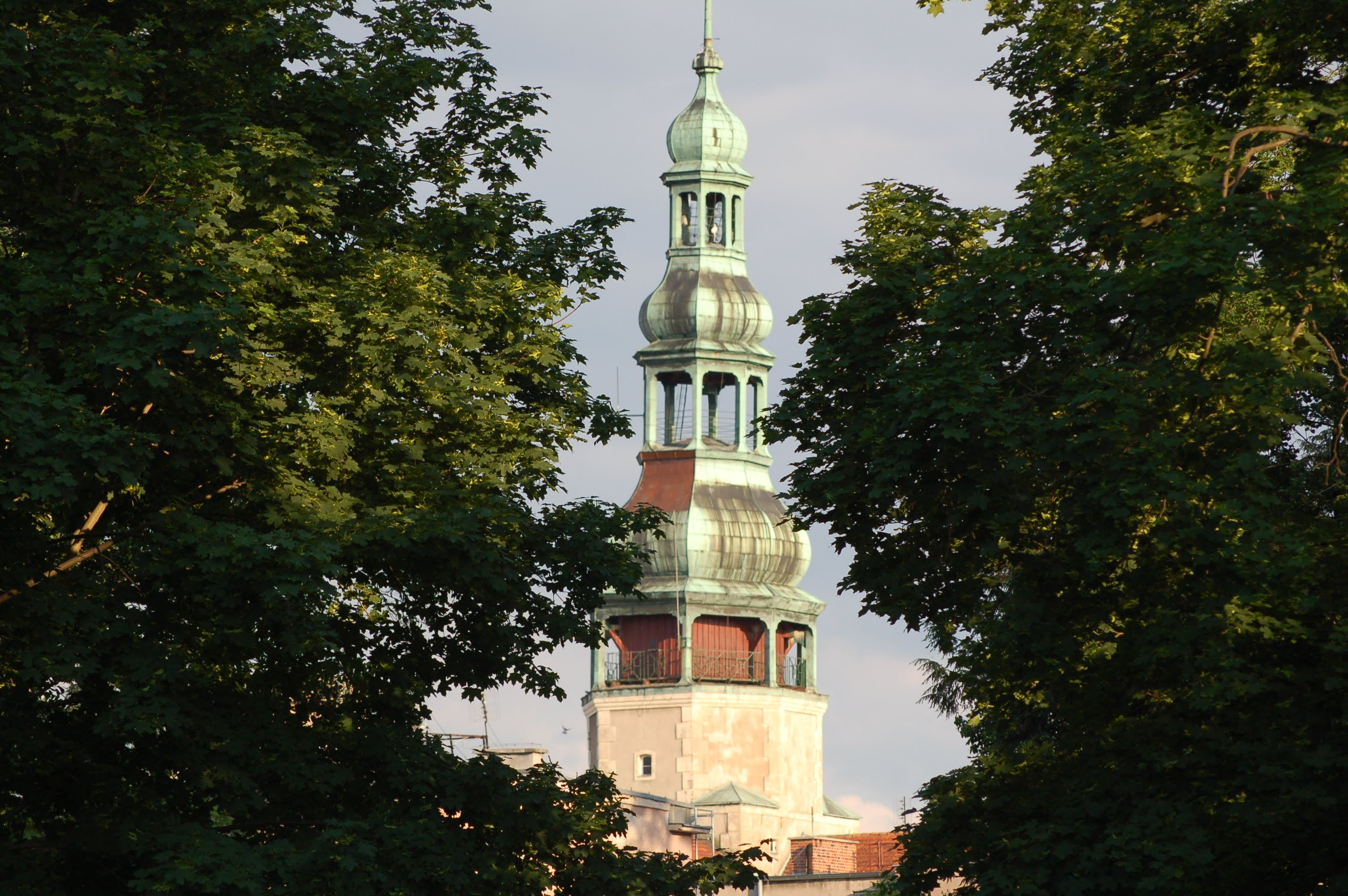
Krzywa wieża ratusza w Szprotawie, widok od strony północnej

## Wyposażenie
W urządzonej na parterze w roku 2000 sali rycerskiej zachowały się: zabytkowy zielony piec kaflowy ze znakami zodiaku oraz wychodzące na dziedziniec okna witrażowe. Sala rycerska posiada ponadto stare sklepienia kolebkowe, stanowiąc prawdopodobnie najstarsze pomieszczenie ratusza.
W wieży wschodniej zachowała się do chwili obecnej cela dla aresztantów, gdzie zarówno na drewnianych drzwiczkach z okratowanym okienkiem jak i na ścianach widnieją podpisy osób oczekujących na wyroki sądowe sprzed blisko 200 lat. W ratuszowych piwnicach na ścianach widnieją fosforyzowane napisy informujące o zejściu do schronu z lat 1939-1945. Na wieży zachodniej znajduje się zabytkowy zegar mistrza Weissa, obecnie sprzężony z niedawno zaprojektowanym hejnałem miasta i komputerem zegarowym, a we wnętrzu zachowały się fragmenty dawnej ornamentyki elewacyjnej, zamkniętej w wyniku późniejszej przebudowy.
Do 1945 r. na ścianach ratuszowych komnat wisiały portrety dawnych burmistrzów, a na sali obrad stał pośrodku drewniany fotel włodarzy miasta, posiadający na zwieńczeniu oparcia rzeźbiony herb miasta.
Godna uwagi jest kolumnowa sala obrad, której sufit ozdobiono bogatą ornamentyką i herbem miejskim.
W ciągu komunikacyjnym przed salą obrad usytuowana jest sala ślubów, na której sklepieniu umieszczono nadtynkowe przedstawienie kosmologiczne oktagramu. Prawdopodobnie nawiązuje do cyklu planety Wenus i związanej z tym wymowy symbolicznej. 